# Petrell prió becample
El petrell prió becample (Pachyptila vittata) és un ocell marí de la família dels procel·làrids (Procellariidae) d'hàbits pelàgics que habita als oceans australs per sobre dels 30°S i que cria a Tristan da Cunha, Amsterdam, Sant Pau i l'illa del Sud de Nova Zelanda i altres illes properes.